# Werntho Schenk von Reicheneck
Werntho Schenk von Reicheneck († 8. April 1335) war Elekt des Bischofsstuhls von Bamberg von 1329 bis 1335.

## Leben
Nach Wendehorst stammte die Familie ursprünglich von der Untermaingegend. Die Reichenecks waren eine Nebenlinie der Herren von Klingenberg, die auf die staufischen Reichsministerialen der Schenken von Schüpf/Limpurg zurückgehen. Nach der Heirat Walters von Klingenburg mit Elisabeth, einer Tochter des Ulrich von Königstein (Sulzbürg), benannte sich dieser Zweig der Familie nach Burg Reicheneck bei Hersbruck. Sie war dort im Gefolge der Grafen von Hirschberg. Wernthos Neffe Heinrich V. Schenk von Reicheneck war fast gleichzeitig Fürstbischof in Eichstätt.
Werntho Schenk von Reicheneck wurde am 16. April 1328 in einer Kampfabstimmung des Domkapitels zum Bischof von Bamberg gewählt. Zum Bischof wurde er von Papst Johannes XXII. erst am 8. Mai 1329 ernannt, nach dem Tod seines Gegenkandidaten, Johann von Nassau. Die Bischofsweihe empfing er jedoch nie. Er verlieh der Kärntner Stadt Wolfsberg das Stadtrecht. Ferner gab er den Auftrag für die 1332–1380 erbaute Stadtbefestigung von Vilseck.